# Wyspa dzieci (piosenki babci i dziadka)
Wyspa dzieci. Piosenki babci i dziadka – wspólny album Joanny Dark, Szymona Majewskiego i Małgorzaty Kożuchowskiej z prezentacją muzyki dla dzieci przekazywanej od dawna z pokolenia na pokolenie. Nominacja do Fryderyka 2020 w kategorii «Album Roku Muzyka Dziecięca i Młodzieżowa».

## Lista utworów
1. Wstęp - Wyspa dzieci - Szymon Majewski
2. Wyspa dzieci - Joanna Dark
3. Zielony mosteczek - Joanna Dark
4. Wstęp - Był sobie król - Szymon Majewski
5. Był sobie król - Małgorzata Kożuchowska
6. Wstęp - Walczyk - Szymon Majewski
7. Walczyk - Joanna Dark
8. Miała baba koguta - Joanna Dark
9. Uśnijże mi, uśnij - Joanna Dark
10. Jedzie pociąg z daleka - Joanna Dark
11. Wstęp - Sanna - Szymon Majewski
12. Sanna - Joanna Dark, Małgorzata Kożuchowska
13. Wstęp - Bajka iskierki - Szymon Majewski
14. Bajka iskierki - Joanna Dark
15. Jadą, jadą misie - Joanna Dark
16. Wstęp - Pieski małe - Szymon Majewski
17. Pieski małe - Joanna Dark
18. Wstęp - Ach śpij kochanie - Szymon Majewski
19. Ach śpij kochanie - Joanna Dark, Małgorzata Kożuchowska